# Колакушич, Мислав
Мислав Колакушич (хорв. Mislav Kolakušić, родился 15 сентября 1969 года) — хорватский юрист и политик, на выборах в Европарламент 2019 года избран депутатом от Хорватии в качестве независимого кандидата. До 2019 работал судьёй в Коммерческом суде Загреба.

## Ранняя жизнь
Мислав Колакушич родился в Загребе, где окончил начальную и среднюю школу. Он закончил юридический факультет Загребского университета в 1997 году. Он сдал экзамен на адвоката в 2000 году.

## Профессиональная карьера
Колакушич работал судебным стажером в Коммерческом суде Загреба, в муниципальном и окружном судах, финансово-трудовом отделе Административного суда Республики Хорватия. С 2011 года он является судьей Хозяйственного суда Загреба.
Выступал против закона о финансовых операциях. Также выступает с критикой коммерческого законодательства. Считает, что законы в Хорватии пишутся по указке различных лоббистов.

## После выборов Европарламент
На выборах в Европейский парламент в Хорватии в мае 2019 года Колакушич был избран как независимый кандидат.
Колакушич является членом парламентского комитета по бюджету и комитета по правовым вопросам, а также участвует в работе комитета по гражданским свободам, правосудию и внутренним делам.
Среди всех голосований в Европарламенте Колакушич только в 14,8 % случаях голосовал за победившую сторону, что является самым низким показателем среди всех депутатов Европарламента.
Занял 4-е место на выборах президента в 2019 году.

## Политические взгляды
Во время пандемии коронавируса требовал признать ВОЗ террористической организацией. 
Называет единственным врагом экономики Европейского союза Европейскую комиссию. 
Предлагает ввести эмбарго на нефть и газ из США.